# Station Stanice Wąskotorowe
Station Stanice Wąskotorowe is een spoorwegstation in de Poolse plaats Stanica.